# Radio StHörfunk
Radio StHörfunk est une radio associative locale de Schwäbisch Hall et de Crailsheim.

## Histoire
Le 29 mars 1995, la Förderverein Freies Radio Schwäbisch Hall, fondée le 19 août 1993, reçoit une licence de diffusion. En 2004, la station reçoit une fréquence supplémentaire à Crailsheim pour une fenêtre de 24 heures par jour. En avril 2006, elle organise une diffusion sur Internet.
Radio StHörfunk est membre de l'Assoziation Freier Gesellschaftsfunk avec neuf autres radios associatives du Bade-Wurtemberg et de la Bundesverband Freier Radios.

### Source de la traduction
- (de) Cet article est partiellement ou en totalité issu de l’article de Wikipédia en allemand intitulé « Radio StHörfunk » (voir la liste des auteurs).